# روبانو
روبانو (به ایتالیایی: Rubano) یک کومونه در ایتالیا است که در استان پادووا واقع شده‌است.

## خصوصیات
روبانو ۱۴٫۶ کیلومترمربع مساحت و ۱۵٬۶۶۹ نفر جمعیت دارد و ۱۶ متر بالاتر از سطح دریا واقع شده‌است.